# ドンブロヴァ郡
ドンブロヴァ郡（ポーランド語: Powiat Dąbrowski ）は、南ポーランドのマウォポルスカ県にある地方自治体。1998年の地方行政区画再編の結果、1999年1月1日に誕生した。郡都で最大の町はドンブロヴァ・タルノフスカであり、県都であるクラクフの東76kmに位置する。他の唯一の町であるシュチェチンは、ボフニャの北16kmに位置する。
郡は530.0km2の面積がある。2006年の統計で、郡全体の人口は58,572人である。

## 近隣の郡
北部はブスコ＝ズドルイ郡とスタシュフ郡、東部はミェレツ郡とデンビツァ郡、南部はタルヌフ郡、西部はカジミェシュ郡と接している。

## 下位自治体
郡は 7 つの下位自治体に分割される。（ 2 つの町、 5 つの村）なお、人口順に並べてある。
| 名称                               | 種類 | 面積 （km2） | 人口 （2006年） | 中心地                     |
| ---------------------------------- | ---- | ------------ | --------------- | -------------------------- |
| グミナ・ドンブロヴァ・タルノフスカ | 町   | 113.4        | 20,180          | ドンブロヴァ・タルノフスカ |
| グミナ・シュチュチン               | 町   | 119.8        | 13,369          | シュチュチン               |
| グミナ・オレスノ                   | 村   | 77.8         | 7,633           | オレスノ                   |
| グミナ・ラドゴシュチ               | 村   | 88.3         | 7,315           | ラドゴシュチ               |
| グミナ・メンドジェフフ             | 村   | 43.7         | 3,608           | メンドジェフフ             |
| グミナ・グレンボシュフ             | 村   | 48.6         | 3,599           | グレンボシュフ             |
| グミナ・ボレスワフ                 | 村   | 35.4         | 2,868           | ボレスワフ                 |